# Simona Păduraru
Simona Păduraru (Bacău, 21 novembre 1981) è una nuotatrice rumena.
Specializzata nello stile libero e farfalla, ha partecipato a due edizioni olimpiche: Sydney 2000 e Atene 2004.

## Palmarès
- Europei

Istanbul 1999: bronzo nella 4x200m sl.
Helsinki 2000: oro nella 4x200m sl.
Madrid 2004: bronzo nella 4x200m sl.